# Ozór

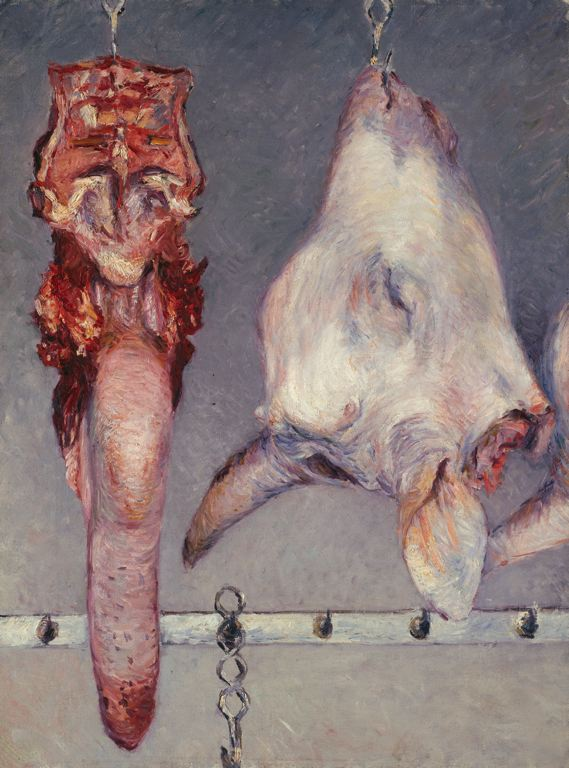
Główka cielęca i ozór wołowy, Gustave Caillebotte, olej na płótnie ok. 1882, Art Institute of Chicago

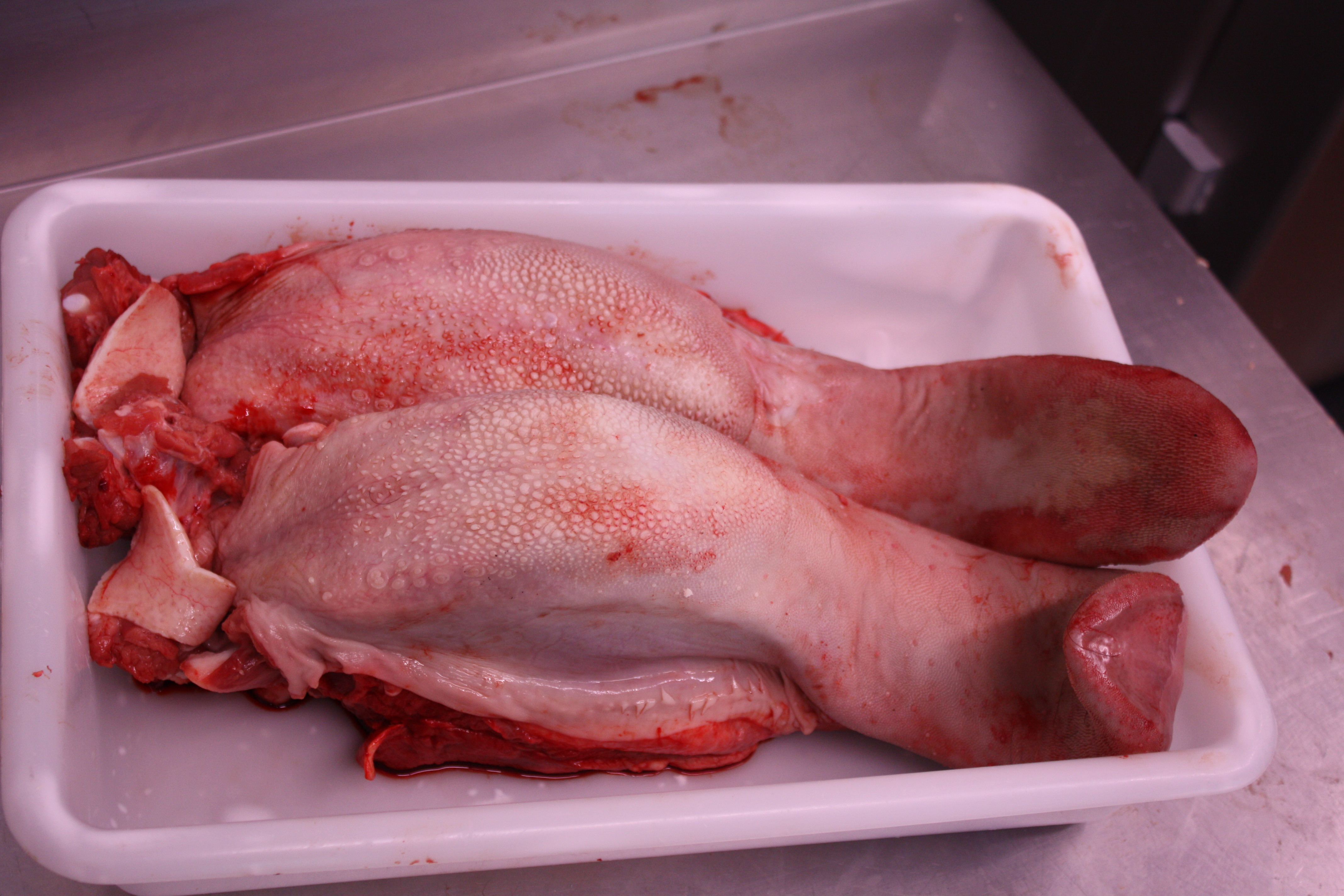
Surowe ozory wołowe

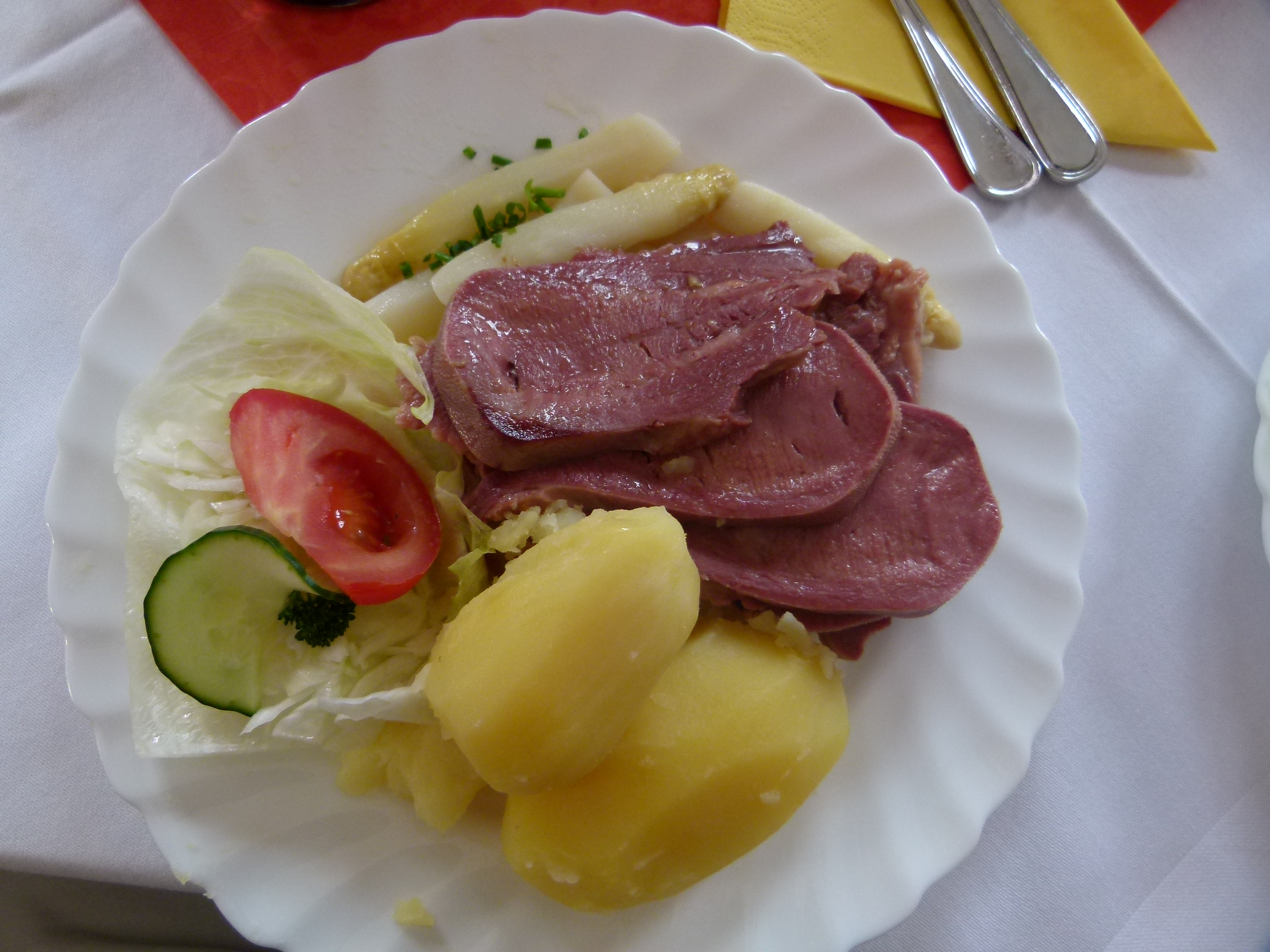
Danie z ozorem wołowym

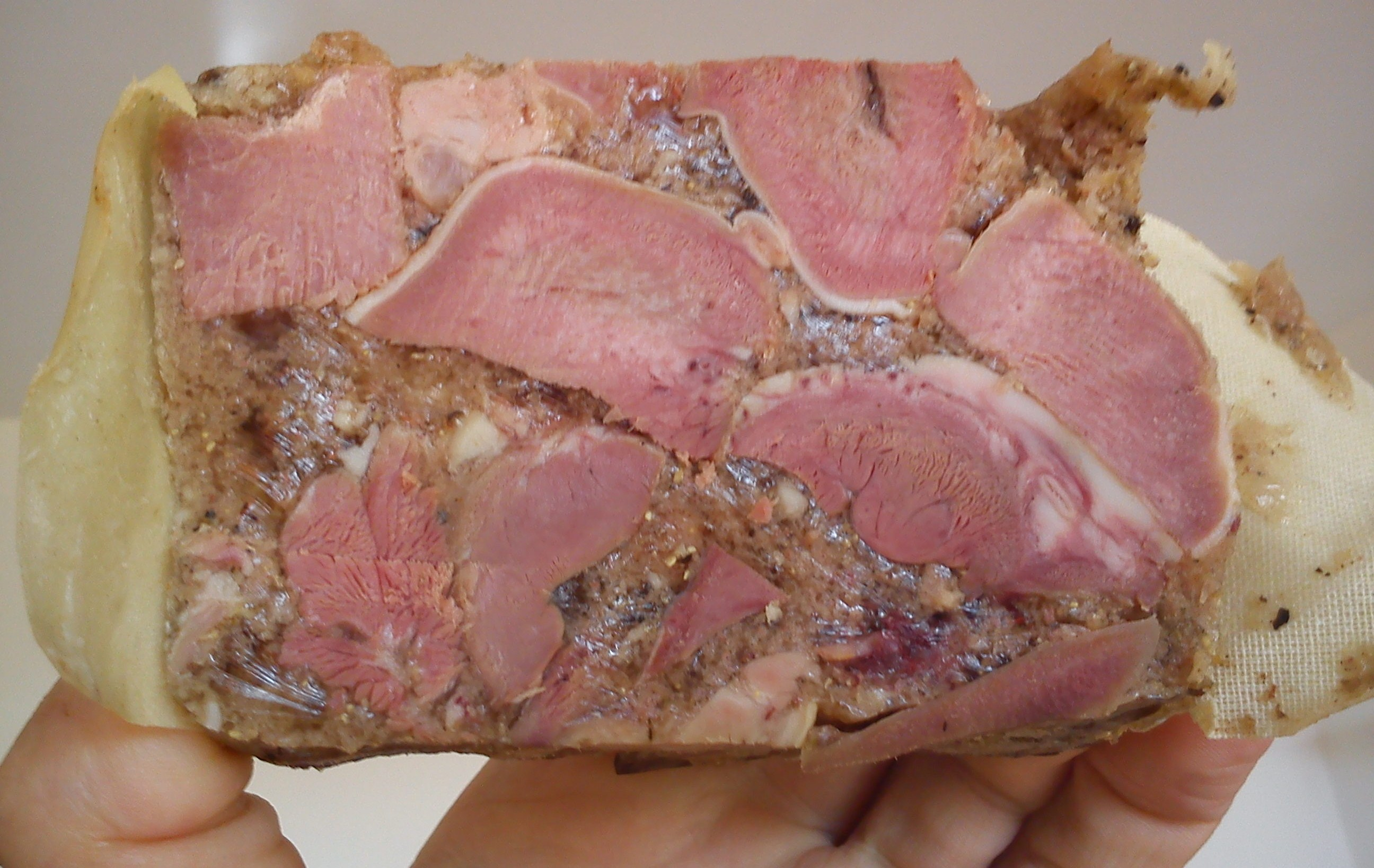
Salceson ozorkowy

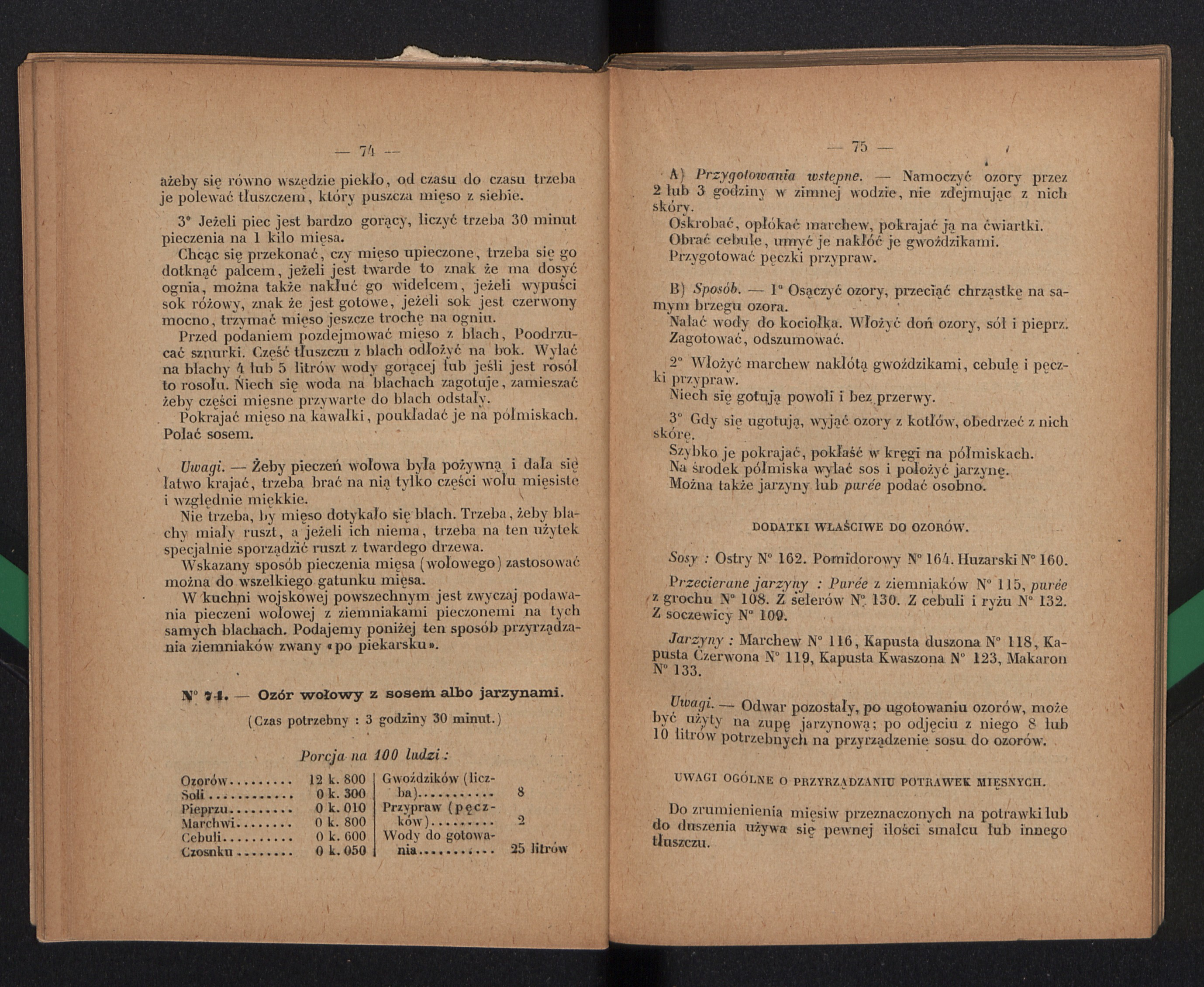
Receptura na ozór wołowy z sosem albo jarzynami w proporcjach na 100 osób w książce kucharskiej „Kuchnia garnizonowa oraz wskazówki tyczące się racjonalnego odżywiania wojska”, wydanej w Paryżu w listopadzie 1918. Zapis „x k. y” oznacza x kilogramów y gramów

Ozór – pojęcie z zakresu technologii żywności, oznaczające język zwierzęcy jako element podrobów. Razem z wszystkimi podrobami zaliczany jest do ubocznych artykułów poubojowych. Nazwą tą określa się także dania przyrządzone z języków zwierzęcych.

## Język wołowy
Podczas podziału tuszy wołowej, język jest odcinany wraz z mięśniami podjęzykowymi od krtani i żuchwy.
Wymagania jakościowe precyzują, że powinien być on gruby i jędrny, o ostrym końcu i brzegach, ze znacznym zgrubieniem w części grzbietowej. Kolor powinien być czerwony, z dopuszczalną ciemnoczerwoną barwą części lub całości powierzchni. Wał językowy powinien być obsuszony lub lekko wilgotny i chropowaty na powierzchni. Obecność łoju jest niedopuszczalna. Mięso powinno być ścisłe i jędrne.
Średnio ozór wołowy stanowi około 0,5% masy poubojowej ciepłej.

## Język cielęcy
Podczas podziału półtuszy cielęcej język odcina się analogicznie jak w wypadku języka wołowego.
Również kształt i charakterystyka języka cielęcego są analogiczne jak w przypadku wołowego, jedynie kolor powinien być jaśniejszy. Nie dopuszcza się obecności skrzepów.
Średnio ozór cielęcy stanowi około 0,5% masy poubojowej ciepłej.

## Język wieprzowy
Inaczej niż w przypadku wołowiny i cielęciny, podroby wieprzowe nie zawierają wyodrębnionego języka, który jest traktowany łącznie z elementami układu oddechowego, przełykiem i częścią przepony brzusznej jako tak zwany ośrodek wieprzowy.
Wymagania jakościowe wobec języka wieprzowego są podobne jak w przypadku języka wołowego.
Ozór stanowi średnio tylko 0,15% masy poubojowej ciepłej wieprzowiny.

## Inne ozory
Ozór pozyskuje się także przy rozbiorze półtusz baranich i końskich.

## Ozór w polskiej sztuce kulinarnej
Ozory były znane, przyrządzane na wiele sposobów i jadane w kuchni polskiej od dawna. W pierwszej polskiej książce kucharskiej „Compendium Ferculorum albo zebranie potraw” z roku 1682, autorstwa Stanisława Czernieckiego, kuchmistrza wojewody krakowskiego Aleksandra Michała Lubomirskiego, znajduje się przepis na ozór gotowany z sardelami. Jak podaje Łukasz Gołębiowski w książce „Domy i dwory”, powołując się na tegoż Czernieckiego, w 1681 roku podczas uroczystości weselnych Felicjana Potockiego i córki Jerzego Lubomirskiego jako wędliny podano „szynek 60, ozorów wędzonych 200, salcesonów kamień”.
Książka kucharska „Kucharz doskonały” Wojciecha Wielądki z 1783 zawiera liczne przepisy na przyrządzane z nich potrawy: 6 przepisów na ozór wołowy, 7 przepisów na ozory baranie oraz 2 zdawkowe przepisy na ozory wieprzowe.
Anonimowa książka kucharska „Nowa kuchnia warszawska, czyli Wykład smacznego i oszczędnego przyrządzania potraw oraz zastawiania i ubierania stołów, usługi stołowej, utrzymania win, robienia ciast, konfitur, soków, syropów itd.” z 1838 roku zawiera 8 przepisów na dania z różnych ozorów.
„Mała encyklopedia sztuki kulinarnej” podaje, że najsmaczniejsze są ozory wołowe i cielęce. Nadają się na potrawki, do gotowania, można je podawać z pikantnymi sosami, w tym na zimno z sosem winegret. Ozór wołowy można także wędzić.
Ozory wieprzowe mogą stanowić surowiec do produkcji wędlin. Salceson ozorkowy wiejski produkowany w Wąchocku został wpisany przez Ministerstwo Rolnictwa i Rozwoju Wsi na listę produktów tradycyjnych w województwie świętokrzyskim dnia 26 lipca 2010 , natomiast wędlina o nazwie salceson ozorkowy z Górek / presswurst ozorkowy z Górek w dniu 6 lutego 2007 .